# Poa nervosa
Poa nervosa là một loài cỏ trong họ hòa thảo, thuộc chi poa.